# Silene spaldingii
Silene spaldingii là loài thực vật có hoa thuộc họ Cẩm chướng. Loài này được S.Watson miêu tả khoa học đầu tiên năm 1875.